# Клінтон Тауншип (округ Вейн, Пенсільванія)
Клінтон Тауншип (англ. Clinton Township) — селище (англ. township) в США, в окрузі Вейн штату Пенсільванія. Населення — 2040 осіб (2020).

## Демографія
Згідно з переписом 2010 року, у селищі мешкали 2053 особи в 851 домогосподарстві у складі 567 родин. Було 1185 помешкань
Расовий склад населення:
| - 98,5 % — білих - 0,2 % — чорних або афроамериканців - 0,2 % — азіатів |

До двох чи більше рас належало 0,8 %. Частка іспаномовних становила 0,9 % від усіх жителів.
За віковим діапазоном населення розподілялося таким чином: 20,8 % — особи молодші 18 років, 61,6 % — особи у віці 18—64 років, 17,6 % — особи у віці 65 років та старші. Медіана віку мешканця становила 44,9 року. На 100 осіб жіночої статі у селищі припадало 106,5 чоловіків;  на 100 жінок у віці від 18 років та старших — 100,9 чоловіків також старших 18 років.
Середній дохід на одне домашнє господарство  становив 65 346 доларів США (медіана — 56 411), а середній дохід на одну сім'ю — 75 992 долари (медіана — 68 000). За межею бідності перебувало 5,0 % осіб, у тому числі 3,8 % дітей у віці до 18 років та 3,5 % осіб у віці 65 років та старших.
Цивільне працевлаштоване населення становило 1046 осіб. Основні галузі зайнятості: освіта, охорона здоров'я та соціальна допомога — 29,6 %, виробництво — 14,2 %, будівництво — 12,3 %.